# Suriya Domtaisong
Suriya Domtaisong (thailändisch สุริยา ดอมไธสง, * 20. Januar 1981 in Buriram) ist ein ehemaliger thailändischer Fußballspieler.

## Karriere

### Verein
Suriya Domtaisong erlernte das Fußballspielen in der Jugendmannschaft des Bangkok University FC. Hier unterschrieb er am 1. Januar 2002 auch seinen ersten Vertrag. Der Verein spielte in der zweiten Liga, der Thai Premier League Division 1. Am Ende der Saison wurde er mit dem Verein Meister und stieg in die erste Liga auf. Von Januar 2005 bis Juni 2006 spielte er in Kota Bharu (Malaysia) beim Kelantan FA. Am 1. Juli 2006 kehrte er nach Bangkok zurück. 2006 feierte er mit Bangkok die thailändische Meisterschaft. Am 1. Januar 2009 unterschrieb er einen Vertrag beim Erstligaaufsteiger Muangthong United. Bei dem Verein aus Pak Kret stand er die Hinrunde unter Vertrag. Zur Rückrunde wechselte er zum Ligakonkurrenten Buriram United nach Buriram. Hier stand er bis Ende 2010 unter Vertrag. Zu Beginn der Saison 2011 wechselte er zum Zweitligisten Buriram FC. Am Ende der Saison stieg er als Meister der zweiten Liga in die erste Liga auf. Im Juli 2012 kehrte er zu seinem ehemaligen Verein Buriram United zurück. 2012 gewann er mit dem Verein den Thai League Cup und den FA Cup. Im darauffolgenden Jahr gewann er mit Buriram die Meisterschaft, den Thai League Cup, FA Cup sowie den Kor Royal Cup. 2014 verpflichtete ihn der Surin City FC. Mit dem Verein aus Surin spielte er zwei Jahre in der dritten Liga, der damaligen Regional League Division 2. Mit Surin trat er in der North/Eastern Region an. Am 1. Januar 2016 beendete er seine Karriere als Fußballspieler.

### Nationalmannschaft
Suriya Domtaisong spielte von 2004 bis 2006 26-mal in der thailändischen Nationalmannschaft.

## Erfolge
Bangkok University FC
- Thai Premier League Division 1: 2002/03  ▲
- Thai Premier League: 2006

Buriram FC
- Thai Premier League Division 1: 2011  ▲

Buriam United
- Thai Premier League: 2013
- FA Cup: 2012, 2013
- Thai League Cup: 2012, 2013
- Kor Royal Cup: 2013